# Jorge Rando
Jorge Rando (Málaga, 23 de junio de 1941) es un pintor y escultor español, vinculado al movimiento del Arte neoexpresionista. Nacido en Málaga, el pintor Jorge Rando está profundamente unido a Alemania, país el cual se dirigió con apenas 20 años, tras finalizar sus estudios de Filosofía. Radicado en Colonia (Alemania), la cultura alemana centroeuropea fueron cruciales en su formación durante las etapas más importantes de su desarrollo artístico y vital.

## Biografía abreviada
Jorge Rando (Málaga, 1941) es un pintor español neoexpresionista.
Nacido en Málaga, el pintor Jorge Rando está profundamente unido a Alemania, país el cual se dirigió con apenas 20 años, tras finalizar sus estudios de Filosofía. Radicado en Colonia (Alemania), la cultura alemana centroeuropea fueron cruciales en su formación durante las etapas más importantes de su desarrollo artístico y vital.
Junto con su mujer Margit, regresa a Málaga en 1984, donde se establece y comienza su ciclo en España. Considerado uno de los artistas españoles más reconocido internacionalmente, desde los años 60 y hasta la fecha ha expuesto su obra en Galerías y Ferias de Arte Contemporáneo, así como en Fundaciones y Museos nacionales e internacionales. Sus libros se encuentran en Universidades y Bibliotecas de España, Europa, EE. UU., y otros países.
La retransmisión de la Semana Santa de Málaga realizada por primera vez en internet y patrocinada por el Ayuntamiento de Málaga la ilustró Jorge Rando. Los internautas se descargaron más de 90.000 dibujos del artista.
En el 2006 recibe el premio de la Fundación Antiquaria por su aportación al expresionismo en España. Este mismo año también recibe el premio al Arte Contemporáneo de la Tertulia Ilustrada, Madrid.
En el 2007 recibe en Madrid el premio a las Artes Plásticas. La Fundación Álvaro Mutis le concede el premio a las Artes 2007. Libro de Oro de la Plástica. Unesco (París). la Biblioteca Nacional de España (Madrid) adquiere dibujos del artista para su colección.
Málaga le ha dedicado en el año 2008 dos exposiciones magnas, una sobre su obra religiosa (pinturas, dibujos y esculturas) en las que prestigiosas salas del Palacio Episcopal y otra que recoge los últimos treinta años de pintura, dibujo y escultura en el Museo Municipal. Este mismo año la Asociación Malagueña de Escritores le concede el premio de "Artista del Año".
En el año 2009 se inauguró el primer museo al aire libre de Málaga en los jardines nazaríes de la Catedral con siete esculturas de gran tamaño realizadas en hierro y madera, algunas de más de dos toneladas, y un grupo escultórico de ocho piezas. Realiza los bocetos de 25 vidrieras de la Catedral de Málaga por encargo del Deán D. Francisco García Mota.

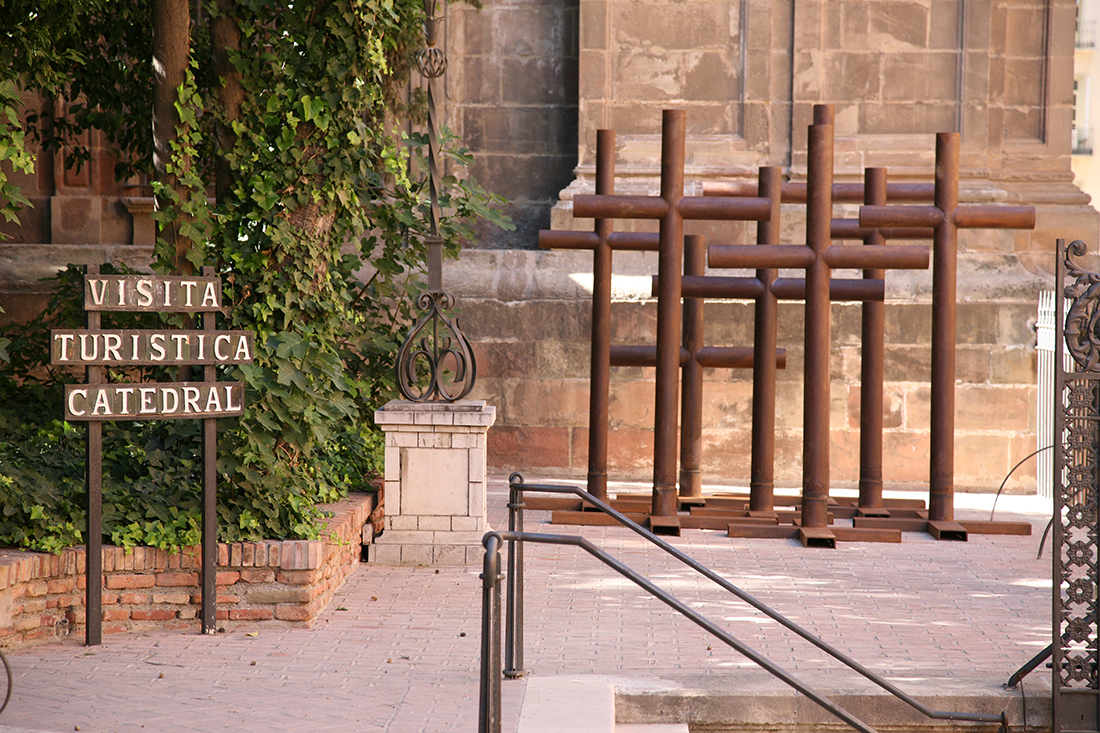
Museo al Aire Libre de la Catedral de Málaga.

En el 2010 realizó la escultura que SIGNIS entregó a la película Circuit. También se entregó en el Festival del Cine Español de 2011, y se seguirá concediendo en los años venideros. También se inauguró en las Salas del Rectorado de la Universidad de Málaga “La mirada ascética en la pintura”, una exposición monográfica sobre la prostitución, que a continuación viajó a Nueva York donde se expuso en el Museo-Fundación Gabarrón, para regresar a Madrid y posteriormente comenzar un recorrido por diferentes ciudades alemanas.
En el 2011 el Club de Medios otorga al artista el Premio Perséfone a las Artes como pintor del año. Este año realizó una exposición itinerante por las ciudades de Iserlohn, Witten, Hamburgo, Hannover, Colonia y Berlín.
Jorge Rando, primer artista católico que expone en la "Evangelische Kirche in Deutschland" (EKD), hace entrega de un cuadro de gran formato que presidirá la Capilla de la Sede Central de la EKD al Dr. Hans-Ulrich Anke, Presidente "des Kirchenamtes". La obra pertenece al ciclo "Pasión en la Pintura de Rando".
Se inaugura el museo al aire libre en San Ramón Nonato (Málaga), dedicado a la realidad actual de los marginados y maltratados.

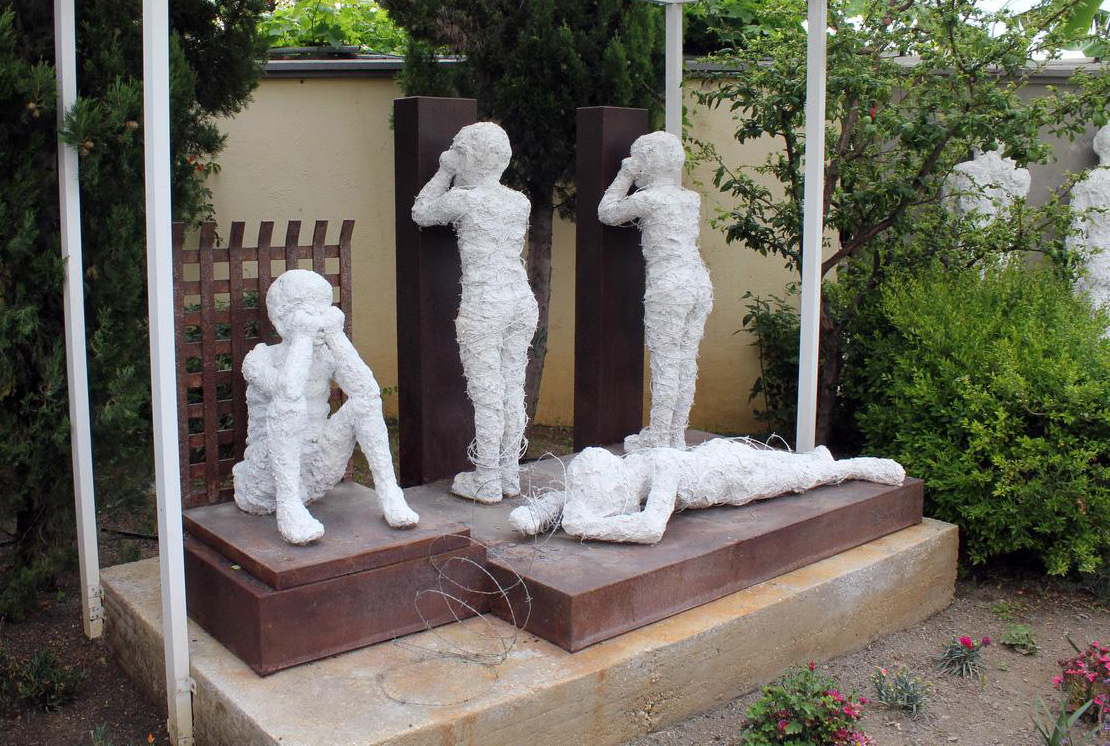
Museo al aire libre en San Ramón Nonato.

En 2012 continua con su ciclo de exposiciones programadas para este año en España, Alemania y EE. UU. El maestro continúa trabajando en las esculturas que completarán el "Jardín de la Conciencia". Nace también el proyecto "Jorge Rando y la Red Carpet Experience" que se dedicará a la integración por el arte de los jóvenes de la calle y desarraigados de la sociedad. El maestro ya ha impartido varios seminarios sobre pintura en España y Alemania.
En 2013 para el pregón de la Semana Santa de Málaga (uno de los eventos más importantes de la ciudad) el maestro realiza una instalación que ocuparía todo el escenario del Teatro Cervantes de la capital. Posteriormente, con esta potente instalación de 33 piezas, se amplió el museo al aire libre de San Ramón Nonato en Málaga. El artista lleva a cabo diferentes exposiciones ya programadas en Málaga y Alemania. 
Comienza un trabajo de 3 murales de aproximadamente 30 m² cada uno sobre el tema “La Luz”. 
En 2014 en Málaga, en el Monasterio de las Madres Mercedarias del barrio del Molinillo, acaba de abrir sus puertas el Museo Jorge Rando, que albergará la obra del artista, así como la sede de la Fundación del mismo nombre, que se centrará en el estudio del Expresionismo en todas sus facetas. Exposición Encuentro Käthe Kollwitz - Jorge Rando.
En 2015 expone su nuevo ciclo Paisajes verticales y una muestra muy amplia de Miniaturas pertenecientes a su ciclo Paisajes en el espacio en el Museum Jorge Rando de Málaga. Trabaja con 25 artistas de la Universidad de las Artes de Berlín, que se desplazan a Málaga, junto con el director general de la UdK, professor Lucander, para trabajar en el taller con el maestro en un proyecto pionero a nivel mundial, cuyo resultado se expone en las salas temporales del Museum Jorge Rando. Recibe de la Asociación de Escritores 'Amigos de Málaga' el premio Museo del Año 2015. Jorge Rando, primer artista español en recibir el premio Ernst Barlach 2016. Exposición Barlach - Rando en Málaga. El Museum Der Moderne de Salzburg sitúa a Rando en el mapa de los maestros de la pintura en la  infografía que recoge las principales figuras del Expresionismo y Neoexpresionismo en el mundo.
En este año 2016 le conceden el premio Ernst Barlach otorgado por la Comisión Ernst Barlach Gesellschaft. Inaugura 'Pasión Nuevo Expresionismo' en el Museo Barlach de Wedel (Hamburgo). Inaugura 'Encuentro Ernst Barlach - Jorge Rando' en el Museo Barlach de Ratzeburg con un rotundo éxito por parte de la crítica, su exposición ha sido recomendada por las principales publicaciones culturales germanas y estipulada como de obligada visita en el 2016 por Art Kunst Magazine, la revista de arte de mayor tirada de Europa y una de las más prestigiosas a nivel internacional. El éxito de público le ha supuesto la concesión de una sala en el Museo de Ratzeburg, siendo la primera vez que Alemania concede una sala permanente a un pintor español vivo. Se inaugura la exposición 'Ciclistas, Animales y otras cosas...' en Málaga. Debido al gran éxito de la exposición 'Encuentro Ernst Barlach - Jorge Rando' el Museo de la ciudad de Ratzeburg prolonga la exposición del artista hasta octubre de 2016. En este mismo año la Comisión Ernst Barlach Gesellschaft de Hamburgo le dedica una sala permanente en el Museo de la ciudad de Ratzeburg, siendo la primera vez que se concede en Alemania una sala permanente a un pintor español vivo. Inaugura 'Encuentro Jorge Rando - Carlos Ciriza'. El 1 de diciembre se presenta en el Museum Jorge Rando el 'Manifiesto de Jorge Rando, Testamento Contemporáneo de las Artes'.
En  2017 Rando fue invitado a uno de los eventos más importantes que Alemania celebra por los 500 años de la Reforma: ‘Reformations jubiläums 2017’ tiene lugar en la ciudad de Emden (Alemania), a la que le concedieron en diciembre de 2013 el título de ‘Reformationsstad Europas’ (Capitalidad Europea de la Reforma). En Alemania se están realizando durante todo este año una gran cantidad de eventos culturales de diferentes índoles. Uno de los más destacados es la muestra que se inauguró el 16 de julio con el título: Ernst Barlach- Jorge Rando: Místicos de la Modernidad. Expresionismo ayer y hoy. Esta exposición viajará posteriormente a Berlín. 
El 22 de mayo se inaugura el nuevo ciclo de Rando 'El nacimiento del color... ¿puede nacer algo que ya existe?' en el Museum de Málaga.
En marzo de 2018 el museo acogió la exposición 'Encuentro Qi Baishi-Jorge Rando', un  diálogo cultural entre oriente y occidente. El Museo de Bellas Artes de Qi Baishi, el pintor moderno más importante de China y uno de los artistas más cotizados del mundo,  presentó oficialmente la obra del pintor chino en Occidente, en su primera salida fuera de su país, para encontrarse con la «fuerza y espiritualidad de la obra de Rando» aseveraron desde las entidades chinas .En este año Jorge Rando también ha sido entrevistado por la CCTV Documentary (Chinese Central Television) como referente de la pintura occidental, y ha sido invitado para ofrecer cátedras en la prestigiosa Universidad de Arte de Hunan y en la Academia de Artes de técnica al óleo de China. En noviembre de 2018, antes de sus exposiciones por diferentes ciudades del continente asiático, su obra representará al expresionismo mundial en la Feria Internacional de Arte Qi Baishi.
El 14 de mayo de 2019 Jorge Rando se convierte en el primer occidental en exponer en el Museo Memorial de Qi Baishi, la institución cultural dedicada al pintor moderno más importante de la República Popular China, con la exposición magna titulada 'La luz del Mediterráneo llega a China' que ha sido alabada por la crítica. Destacados académicos como Wu Hongliang, Vicepresidente de la Academia de Pintura de Pekín, director del Museo Memorial de Qi Baishi en Beijing y director de la muestra china en la Bienal de Venecia han declarado que «la obra de Rando no solo posee una amplia erudición humanista y un profundo pensamiento filosófico, sino que también su obra presta más atención a la búsqueda del espíritu artístico y a las emociones surgidas directamente del corazón. Cuando observamos su trabajo, podemos sentir que el artista es docto y honesto. La obra del maestro Jorge Rando es una obra que puede respirarse».
En noviembre de 2019 Jorge Rando presenta la exposición magna 'Sol Mediterráneo' en el Sichuan Art Museum (el museo más grande del suroeste de China) en representación de España, invitada de honor en el emblemático Chengdu Europe Culture Season. Al acto inaugural acudieron numerosas personalidades, entre ellas, el Excmo. Embajador de España en Pekín, D. Rafael Dezcallar, quien destacó que «la pintura de Rando es un referente del neoexpresionismo contemporáneo, un neoexpresionismo marcado por sus profundas convicciones humanistas». Para la vicedirectora del Comité Permanente de la Asamblea Popular Municipal de Chengdu, Dña. Yang Xie «es un honor presentar esta exposición en la que podremos encontrar, indudablemente, que el trabajo del maestro Jorge Rando es un referente del neoexpresionismo». «La exposición de Jorge Rando marca un hito para las relaciones culturales entre Sichuan y España» destacó el vicedirector de la Oficina de Asuntos Exteriores de la Provincia Sichuan, D. Tang Rui en su discurso.
En marzo de 2023 se inaugura en el Museum Jorge Rando la exposición 'Encuentro en la arena. Pablo Picasso y Jorge Rando' comisariada junto al Museo Casa Natal Picasso. La muestra era uno de los principales eventos dentro de la Celebración Picasso organizada por una comisión binacional de las administraciones culturales y diplomáticas de los gobiernos de Francia y España que se celebró en instituciones culturales de renombre en Europa y América del Norte con motivo del cincuentenario de la muerte de Picasso.
En marzo de 2024 se presenta en el Shenzhen Art Museum la exposición 'Jorge Rando en Shenzhen. Diferentes ciclos de Diferentes épocas unidos por uno solo pincel'. El pintor se convierte en el primer europeo en exponer en esta prestigiosa institución, buque insignia del arte contemporáneo en la ciudad conocida como la Silicon Valley asiática. Este acontecimiento, enmarcado en las celebraciones del quincuagésimo aniversario de las relaciones diplomáticas entre China y España, «no solo fortalece los lazos existentes entre ambos países, sino que también pone de manifiesto el reconocimiento y admiración que ha cosechado el maestro malagueño en territorio chino» escribe el Excmo. embajador español, Don Rafael Dezcallar en el catálogo de la exposición en el que también participaron personalidades chinas, entre ellas, prestigiosos académicos de la Universidad de Tsinghua y uno de los críticos de arte más relevantes del país.
Prosiguiendo la gira asiática, se inaugura en julio de 2024 la exposición 'Jorge Rando en Xuzhou. Diferentes ciclos de Diferentes épocas unidos por uno solo pincel', siendo el primer occidental en exponer en este prestigioso museo. La muestra fue organizada por la Embajada China en España, la Embajada española en China, el Ayuntamiento de Xuzhou, el Xuzhou Art Museum y la Fundación- Museum Jorge Rando y ha contado con la colaboración del Ayuntamiento de Málaga, la Junta de Andalucía, la Biblioteca Miguel de Cervantes de Shanghai y el Centro Cultural de China en Madrid.
Durante estos años el maestro español mantiene su prolífica creación con la continuidad de ciclos temáticos como Maternidades, Afrika o Mis Mariposas y con ciclos nuevos como Soldados. Su estética sigue indagando en la concepción filosófica del sentido de la vida e iniciando nuevas líneas de estudio como la geometría.
En 2025 la obra de Rando proseguirá su gran gira asiática. La siguiente parada será en el Shanghai Jiushi Art Museum localizado en el emblemático distrito Bund. El museo se sitúa en un histórico edificio de 1832 y es una de las instituciones más importantes de Shanghai en exposiciones internacionales.
Durante los próximos años dará comienzo una gira por diferentes países de Iberoamérica y Estados Unidos.
Jorge Rando en la actualidad vive y trabaja entre Málaga y Hamburgo y ofrece clases magistrales en prestigiosas universidades de todo el mundo para trasmitir la espiritualidad y el humanismo del Nuevo Expresionismo. Recientemente ha impartido cátedras en la Universidad de Bellas Artes de la provincia de Hunan, en la Academia Nacional de Bellas Artes de técnica al óleo de Pekín o en el Fine Arts Academy, entre otros.
La pintura de Jorge Rando se caracteriza por la distorsión exasperante de la forma, la emotividad del color y la presencia del gesto y el trazo. Los diferentes ciclos en su pintura son muy amplios. Desde finales de los sesenta y principios de los setenta han destacado algunos como Prostitución, Las maternidades, Pesadumbres, Animales, Paisajes, África, etc.
Otro aspecto importante de su obra es la producción religiosa, que supone, además, rescatar temas capitales en la configuración del arte occidental. 
Jorge Rando en la actualidad vive y trabaja entre Málaga y Hamburgo.

## Estilo
El neo-expresionismo es un movimiento artístico que usa gamas cromáticas fuertes, sencillez en sus figuras y ausencia de rasgos, permitiendo así la expresión de sentimientos y que el espectador los siga a través del arte, dejando a un lado la parte de belleza o estética. Aunque los artistas espresionistas plasman objetos reconocibles de manera abstracta, este retrato se hace de manera emocional, a menudo usando colores vivos. El objetivo principal no es pintar lo que se ve, sino lo que se siente. Para muchos críticos e historiadores de arte, Rando es un buen ejemplo de neo-expresionismo, con una obra caracterizada por una exasperada distorsión de las formas, sensibilidad del color y una poderosa presencia de las pinceladas. Para el historiador de arte Enrique Cataños, profesor de historia del arte en la Universidad de Málaga, Rando es conocido por sus poderosas pinceladas y su expresivo uso del color, lo que transmite poderosas emociones al espectador y representa un claro ejemplo del movimiento neo-expresionista.
Los ciclos: la obra de Rando se organiza en motivos comunes llamados ciclos. A lo largo de su trayectoria, el artista ha retratado temas comunes en sus pinturas y esculturas, volviendo a ellos años después. De manera similar a otros expresionistas de principios del siglo XX, las prostitutas y vagabundos son personajes recurrentes en la obra de Rando, al igual que la madre naturaleza y los animales. Sin embargo, algunos temas son siempre constantes en su obra, incluyendo el sufrimiento o la redención a través del amor.
Los ciclos incluyen pinturas y esculturas tales como: África (imágenes figurativas y abstractas sobre la guerra, el hambre y el exilio en África); Pasión (una colección de pinturas religiosas sobre la crucifixión de Cristo); Maternidades (pinturas y esculturas de madres con sus hijos); Prostitución (imágenes de la figura femenina distorsionada); Pintarradas (motivos florales y animales); Käthe Kollwitz (tributo a uno de los mejores pintores expresionistas, cuya obra y vida es un testamento al amor y al sacrificio); Niños (figuras de niños andando o jugando, donde el artista busca capturar movimientos característicos de estos); Ciclismo (imágenes abstractas de ciclistas de pie o en movimiento); Paisajes y Horizontes verticales (una colección de pinturas con una poderosa combinación de colores , formas y pinceladas que llevan al espectador a conectar emocional y espiritualmente con la naturaleza); Retratos y figuras (retratos y otros motivos)...
Los motivos recurrentes en las pinturas del artista evocan una fuerte visión humanista, una gran sensibilidad por el sufrimiento, espiritualidad y amor por todas las formas de vida. Esta obra pretende despertar la conciencia social y humana del espectador para que este actúe. Numerosos críticos e historiadores de arte aclaman los ciclos de Rando. Un ejemplo de esto son las palabras de Jiménez, que afirma que el trabajo de Rando es capaz de mover la conciencia con sus pinturas, motivando al espectador a realizar una introspección y reflexionar sobre sus emociones.
Carmen Pallarés escribe sobre los ciclos: ''África es una exposición que muestra la fuerza y pureza del neo-expresionismo de Jorge Rando, cuya creación es inseparable a los principios filosóficos y humanistas del artista''. Además añade ''(…) desde el humanismo sin esconder de África, donde los dibujos se manifiestan de por sí y donde el pintor encuentra la vía de la libre expresión, espontaneidad y liberación de todas las ataduras; (…) hasta la extremadamente sensible mirada en Prostitución, creada con pinceladas enérgicas y composiciones estructuradas. En paisajes en el espacio y horizontes verticales, el espectador del cuadro presencia el nacimiento de los colores de la tierra como si fuesen raíces. A través de su conceptualismo filosófico y su incesante investigación sobre el lenguaje del color, el artista nos transporta desde una faceta humana a otra puramente natural''.
En el número 23 de la Enciclopedia de la Historia del Arte de Málaga, el historiador de arte Enrique Cataños comenta que la obra de Rando es claramente distinguible del resto de artistas contemporáneos gracias al uso de las series temáticas (ciclos). Castaños escribió: ''a través de sus series pictóricas (Prostitución, África, La Pasión, Käthe Kollwitz, Maternidades, etc.) se observa la preocupación fundamental de Rando de expresar el interior del alma humana por medio del color, la forma orgánica, su distorsión y los trazos libres del pincel''.
Ricardo Barnatán escribió sobre Pintarradas: ''los paisajes figurativos de Rando, bocetos rápidos y fuertes, hablan de lo que pasa en nuestro interior y no sobre lo que vemos fuera. Los trazos y el color representan el interior del pintor y las figuras reconocibles funcionan como palabras en un mensaje codificado de manera secreta. Un mensaje fruto de la pasión, en el sentido de un glorioso movimiento del alma y el dolor purificante''.